# Discophora indica
Discophora indica är en fjärilsart som beskrevs av Otto Staudinger 1886, 1887. Discophora indica ingår i släktet Discophora och familjen praktfjärilar. Inga underarter finns listade i Catalogue of Life.